# Aneflus poriferus
Aneflus poriferus är en skalbaggsart som beskrevs av Giesbert 1993. Aneflus poriferus ingår i släktet Aneflus och familjen långhorningar. Inga underarter finns listade i Catalogue of Life.